# Banato rumano
El Banato rumano (en rumano: Banatul românesc) es la parte de la región histórica del Banato que actualmente pertenece a Rumanía. El resto del Banato pertenece a Serbia y Hungría.
En 1938, los condados de Timiș-Torontal, Caraș, Severin, Arad y Hunedoara fueron unidos para formar Ținutul Timiș, que comprendía el Banato rumano.
El 6 de septiembre de 1950 la provincia fue sustituida por la región de Timișoara, formada por los distritos actuales de Timiş y Caraș-Severin.
En 1956 la parte meridional de la región de Arad fue incorporada a la región de Timișoara, que desde diciembre de 1960 fue llamada Región del Banato. El 17 de febrero de 1978 se estableció una nueva división territorial, y se formaron los actuales distritos de Timiş, Caraş-Severin y Arad.
Desde 1998, Rumanía ha sido dividida en ocho regiones de desarrollo, de hecho una forma de división en regiones autónomas. La Región de desarrollo de Vest está compuesta por cuatro distritos: Timiş, Caraş-Severin, Arad y Hunedoara, y comprende casi los mismos límites que la provincia de Timiș en 1929. La región de Vest también forma parte de la eurorregión Danubio-Criș-Mureș-Tisza.
El Banato rumano es montañoso al sur y sureste, mientras que el norte, oeste y suroeste es llano. El clima, a excepción de las partes más llanas, es en general benigno. Se cultivan grandes cantidades de avena, cebada, centeno, arroz, maíz y tabaco, y tanto la uva como el vino son de buena calidad. La caza y la pesca son importantes. También la minería es rica, destacando el cobre, estaño, zinc, hierro y el carbón. De las estaciones termales, la más destacada es la de Mehadia, con aguas sulfurosas, conocida durante la época del Imperio romano como Termae Herculis (Băile Herculane). El actual Banato rumano incluye algunas áreas montañosas que no forman parte del Banato histórico o de la llanura panónica.
- Datos: Q2881911